# Westlife (musikalbum)
Westlife är Westlifes självbetitlade debutalbum från 1999.

## Låtlista
| Nr  | Titel                         | Låtskrivare                                  | Producent                   | Längd |
| --- | ----------------------------- | -------------------------------------------- | --------------------------- | ----- |
| 01. | Swear It Again                | Steve Mac, Wayne Hector                      | Steve Mac                   | 4:07  |
| 02. | If I Let You Go               | Dave Kreuger, Jörgen Elofsson, Per Magnusson | Dave Kreuger, Per Magnusson | 3:41  |
| 03. | Flying Without Wings          | Steve Mac, Wayne Hector                      | Steve Mac                   | 3:36  |
| 04. | Fool Again                    | Dave Kreuger, Jörgen Elofsson, Per Magnusson | Dave Kreuger, Per Magnusson | 3:53  |
| 05. | No No                         | Andreas Carlsson, Rami                       | Rami                        | 3:17  |
| 06. | I Don't Wanna Fight           | Steve Mac, Wayne Hector                      | Steve Mac                   | 5:03  |
| 07. | Change The World              | Lance Ellington, Topham Twig                 | TTW                         | 3:10  |
| 08. | Moments                       | Steve Mac, Wayne Hector                      | Steve Mac                   | 4:17  |
| 09. | Seasons in the Sun            | Jacques Brel, Rod McKuen                     | TTW                         | 4:09  |
| 10. | I Need You                    | Andreas Carlsson, Max Martin, Rami           | Rami                        | 3:48  |
| 11. | Miss You                      | Jake Schulze, Rami                           | Jake Schulze, Rami          | 3:53  |
| 12. | More Than Words               | Gary Cherone, Nuno Bettencourt               | Steve Mac                   | 3:53  |
| 13. | Open Your Heart               | Andreas Carlsson, Jake Schulze               | Jake Schulze                | 3:40  |
| 14. | Try Again                     | Dave Kreuger, Jörgen Elofsson, Per Magnusson | Dave Kreuger, Per Magnusson | 3:34  |
| 15. | What I Want Is What I've Got  | Alexandra, Rami                              | Rami                        | 3:34  |
| 16. | We Are One                    | Alexadre Desplat, Steve Mac, Wayne Hector    | Steve Mac                   | 3:44  |
| 17. | Can't Lose What You Never Had | David Frank, Steve Kipner                    | David Frank, Steve Kipner   | 4:26  |

Japanska bonusspår
| Nr  | Titel         | Låtskrivare                                        | Producenter       | Längd |
| --- | ------------- | -------------------------------------------------- | ----------------- | ----- |
| 18. | Story of Love | Patrick Tucker, Shepard Solomon, Arnthor Birgisson | Jaime Ikeda, Rovi | 3:54  |

Australiska bonusspår
| Nr | Titel          | Låtskrivare                    | Producenter   | Längd |
| -- | -------------- | ------------------------------ | ------------- | ----- |
| 1. | I Have a Dream | Benny Andersson, Björn Ulvaeus | Pete Waterman | 4:07  |

Amerikansk version
| Nr  | Titel                         | Låtskrivare                                  | Producenter                 | Längd |
| --- | ----------------------------- | -------------------------------------------- | --------------------------- | ----- |
| 01. | Swear It Again                | Steve Mac, Wayne Hector                      | Steve Mac                   | 4:07  |
| 02. | Can't Lose What You Never Had | David Frank, Steve Kipner                    | David Frank, Steve Kipner   | 4:26  |
| 03. | I Don't Wanna Fight           | Steve Mac, Wayne Hector                      | Steve Mac                   | 5:03  |
| 04. | My Private Movie              | Steve Kipner, David Kopatz, Jack Kugell      | Cutfather, Joe              | 4:05  |
| 05. | Flying Without Wings          | Steve Mac, Wayne Hector                      | Steve Mac                   | 3:36  |
| 06. | If I Let You Go               | Dave Kreuger, Jörgen Elofsson, Per Magnusson | Dave Kreuger, Per Magnusson | 3:41  |
| 07. | Fool Again                    | Dave Kreuger, Jörgen Elofsson, Per Magnusson | Dave Kreuger, Per Magnusson | 3:53  |
| 08. | No No                         | Andreas Carlsson, Rami                       | Rami                        | 3:17  |
| 09. | Miss You                      | Jake Schulze, Rami                           | Jake, Rami                  | 3:53  |
| 10. | Open Your Heart               | Andreas Carlsson, Jake Schulze               | Jake                        | 3:40  |
| 11. | We Are One                    | Alexadre Desplat, Steve Mac, Wayne Hector    | Steve Mac                   | 3:44  |
| 12. | I Need You                    | Andreas Carlsson, Max Martin, Rami           | Rami                        | 3:48  |
| 13. | More Than Words               | Gary Cherone, Nuno Bettencourt               | Steve Mac                   | 3:53  |

Deluxversionens bonusskiva
- Släppt - Middle Eastern Territories

| Nr | Titel                           | Låtskrivare                                  | Producenter                 | Längd |
| -- | ------------------------------- | -------------------------------------------- | --------------------------- | ----- |
| 1. | I Have a Dream                  | Benny Andersson, Björn Ulvaeus               | Pete Waterman               | 4:07  |
| 2. | On the Wings of Love            | Topham, Twigg                                | Pete Waterman               | 3:22  |
| 3. | Swear It Again (Rokstone Mix)   | Steve Mac, Wayne Hector                      | Steve Mac                   | 4:04  |
| 4. | If I Let You Go (Extened Mix)   | Dave Kreuger, Jörgen Elofsson, Per Magnusson | Dave Kreuger, Per Magnusson | 5:32  |
| 5. | That's What It's All About      | Dave Kreuger, Jörgen Elofsson, Per Magnusson | Dave Kreuger, Per Magnusson | 3:22  |
| 6. | Flying Without Wings (Acapella) | Steve Mac, Wayne Hector                      | Steve Mac                   | 3:33  |
| 7. | CD-Rom Section                  |                                              |                             |       |

Platinaversionens bonusskiva
- Släppt - Indonesien & Malaysia

| Nr | Titel                             | Låtskrivare                                        | Producenter                 | Längd |
| -- | --------------------------------- | -------------------------------------------------- | --------------------------- | ----- |
| 1. | Tunnel Of Love                    | Dave Kreuger, Jörgen Elofsson, Per Magnusson       | Dave Kreuger, Per Magnusson | 3:19  |
| 2. | My Private Movie                  | Steve Kipner, David Kopatz, Jack Kugell            | Cutfather & Joe             | 4:05  |
| 3. | Fool Again (2000 Remix)           | Dave Kreuger, Jörgen Elofsson, Per Magnusson       | Dave Kreuger, Per Magnusson | 4:04  |
| 4. | Until The End Of Längd            | Steve Mac, Wayne Hector                            | Steve Mac                   | 3:11  |
| 5. | Forever                           | Steve Mac, Wayne Hector, Mark Johnson, Ali Tennant | Steve Mac                   | 5:05  |
| 6. | Everybody Knows                   | Steve Mac, Wayne Hector                            | Steve Mac                   | 4:05  |
| 7. | Let's Make Tonight Special        | Steve Mac, Wayne Hector, Ali Tennant               | Steve Mac                   | 4:57  |
| 8. | Ronan Keating Interviews Westlife |                                                    |                             | 3:30  |

Bonuskaraoke VCD
- Släppt - Singapore

| Nr  | Titel                         | Låtskrivare                                  | Producenter                 | Längd |
| --- | ----------------------------- | -------------------------------------------- | --------------------------- | ----- |
| 01. | Swear It Again                | Steve Mac, Wayne Hector                      | Steve Mac                   | 4:07  |
| 02. | If I Let You Go               | Dave Kreuger, Jörgen Elofsson, Per Magnusson | Dave Kreuger, Per Magnusson | 3:41  |
| 03. | Flying Without Wings          | Steve Mac, Wayne Hector                      | Steve Mac                   | 3:36  |
| 04. | Fool Again                    | Dave Kreuger, Jörgen Elofsson, Per Magnusson | Dave Kreuger, Per Magnusson | 3:53  |
| 05. | No No                         | Andreas Carlsson, Rami                       | Rami                        | 3:17  |
| 06. | I Don't Wanna Fight           | Steve Mac, Wayne Hector                      | Steve Mac                   | 5:03  |
| 07. | Change The World              | Lance Ellington, Topham Twig                 | TTW                         | 3:10  |
| 08. | Moments                       | Steve Mac, Wayne Hector                      | Steve Mac                   | 4:17  |
| 09. | Seasons in the Sun            | Jacques Brel, Rod McKuen                     | TTW                         | 4:09  |
| 10. | I Need You                    | Andreas Carlsson, Max Martin, Rami           | Rami                        | 3:48  |
| 11. | Miss You                      | Jake Schulze, Rami                           | Jake Schulze, Rami          | 3:53  |
| 12. | More Than Words               | Gary Cherone, Nuno Bettencourt               | Steve Mac                   | 3:53  |
| 13. | Open Your Heart               | Andreas Carlsson, Jake Schulze               | Jake Schulze                | 3:40  |
| 14. | Try Again                     | Dave Kreuger, Jörgen Elofsson, Per Magnusson | Dave Kreuger, Per Magnusson | 3:34  |
| 15. | What I Want Is What I've Got  | Alexandra, Rami                              | Rami                        | 3:34  |
| 16. | We Are One                    | Alexadre Desplat, Steve Mac, Wayne Hector    | Steve Mac                   | 3:44  |
| 17. | Can't Lose What You Never Had | David Frank, Steve Kipner                    | David Frank, Steve Kipner   | 4:26  |
| 18. | I Have a Dream                | Benny Andersson, Björn Ulvaeus               | Pete Waterman               | 4:07  |

No.1 Hits & Rare Tracks
- Släppt - Storbritannien & Japan

| Nr | Titel                           | Låtskrivare                                  | Producenter                 | Längd |
| -- | ------------------------------- | -------------------------------------------- | --------------------------- | ----- |
| 1. | I Have a Dream (Single Remix)   | Benny Andersson, Björn Ulvaeus               | Pete Waterman               | 4:09  |
| 2. | On the Wings of Love            | Topham, Twigg                                | Pete Waterman               | 3:22  |
| 3. | Swear It Again (Rokstone Mix)   | Steve Mac, Wayne Hector                      | Steve Mac                   | 4:04  |
| 4. | If I Let You Go (Extened Mix)   | Dave Kreuger, Jörgen Elofsson, Per Magnusson | Dave Kreuger, Per Magnusson | 5:32  |
| 5. | That's What It's All About      | Dave Kreuger, Jörgen Elofsson, Per Magnusson | Dave Kreuger, Per Magnusson | 3:22  |
| 6. | Flying Without Wings (Acapella) | Steve Mac, Wayne Hector                      | Steve Mac                   | 3:33  |
| 7. | Fool Again (2000 Remix)         | Dave Kreuger, Jörgen Elofsson, Per Magnusson | Dave Kreuger, Per Magnusson | 4:04  |

Westlife Deluxe begränsade utgåvans bonusskiva
- Släppt - Indonesien

| Nr | Titel                           | Låtskrivare                                  | Producenter                 | Längd |
| -- | ------------------------------- | -------------------------------------------- | --------------------------- | ----- |
| 1. | I Have a Dream                  | Benny Andersson, Björn Ulvaeus               | Pete Waterman               | 4:09  |
| 2. | On the Wings of Love            | Topham, Twigg                                | Pete Waterman               | 3:22  |
| 3. | Swear It Again (Rokstone Mix)   | Steve Mac, Wayne Hector                      | Steve Mac                   | 4:04  |
| 4. | If I Let You Go (Extened Mix)   | Dave Kreuger, Jörgen Elofsson, Per Magnusson | Dave Kreuger, Per Magnusson | 5:32  |
| 5. | That's What It's All About      | Dave Kreuger, Jörgen Elofsson, Per Magnusson | Dave Kreuger, Per Magnusson | 3:22  |
| 6. | Flying Without Wings (Acapella) | Steve Mac, Wayne Hector                      | Steve Mac                   | 3:33  |

Deluxeversionens bonusspår
- Släppt - Indonesien

| Nr  | Titel                      | Låtskrivare                                  | Producenter                 | Längd |
| --- | -------------------------- | -------------------------------------------- | --------------------------- | ----- |
| 18. | I Have a Dream             | Benny Andersson, Björn Ulvaeus               | Pete Waterman               | 4:09  |
| 19. | On the Wings of Love       | Topham, Twigg                                | Pete Waterman               | 3:22  |
| 20. | That's What It's All About | Dave Kreuger, Jörgen Elofsson, Per Magnusson | Dave Kreuger, Per Magnusson | 3:22  |

- 20 bonusbilder, inklusive livebilder från konserten i Jakarta, med alla sångtextersångtexter på baksidan

## Listplaceringar
| Lista (1999-2001)  | Topplacering |
| ------------------ | ------------ |
| Australien         | 5            |
| Belgien (Flandern) | 5            |
| Finland            | 40           |
| Nederländerna      | 8            |
| Norge              | 1            |
| Nya Zeeland        | 15           |
| Schweiz            | 25           |
| Sverige            | 5            |

### Fotnoter
1. ↑  http://eil.com/shop/moreinfo.asp?catalogid=310176
2. ↑  http://eil.com/shop/moreinfo.asp?catalogid=176228
3. ↑  http://eil.com/shop/moreinfo.asp?catalogid=183874
4. ↑  http://eil.com/shop/moreinfo.asp?catalogid=158751
5. ↑  http://eil.com/shop/moreinfo.asp?catalogid=170708
6. 1 2  ”Listplacering”. http://australian-charts.com/showitem.asp?interpret=Westlife&titel=Westlife&cat=a. Läst 7 augusti 2011.
7. ↑  ”Listplacering”. http://www.ultratop.be/nl/showitem.asp?interpret=Westlife&titel=Westlife&cat=a. Läst 7 augusti 2011.
8. ↑  ”Listplacering”. http://finnishcharts.com/showitem.asp?interpret=Westlife&titel=Westlife&cat=a. Läst 7 augusti 2011.
9. ↑  ”Listplacering”. http://dutchcharts.nl/showitem.asp?interpret=Westlife&titel=Westlife&cat=a. Läst 7 augusti 2011.
10. ↑  ”Listplacering”. http://norwegiancharts.com/showitem.asp?interpret=Westlife&titel=Westlife&cat=a. Läst 7 augusti 2011.
11. ↑  ”Listplacering”. http://hitparade.ch/showitem.asp?interpret=Westlife&titel=Westlife&cat=a. Läst 7 augusti 2011.
12. ↑  ”Listplacering”. http://hitparad.se/showitem.asp?interpret=Westlife&titel=Westlife&cat=a. Läst 7 augusti 2011.